# Принт-сервер
Принт-сервер (англ. print server — сервер печати) — программное обеспечение или устройство, позволяющее группе пользователей проводных и беспроводных сетей совместно использовать принтер дома или в офисе.
Имеет порт USB 2.0, LPT или COM порты для подключения принтера. Как правило, оснащено интерфейсом 10/100BASE Ethernet и часто — интерфейсом беспроводных сетей 802.11g. Поддерживая множество сетевых операционных систем, придает высокий уровень гибкости и производительности процессу печати.
Также принт-сервером может выступать компьютер в сети, с одним или более открытыми в общий доступ принтерами.

## Список
- CUPS
- Samba
- Novell Open Enterprise Server